# Amicus curiae
Amicus curiae (amici curiae, no plural) ou amigo da corte ou também amigo do tribunal é uma expressão em Latim utilizada para designar uma instituição que tem por finalidade fornecer subsídios às decisões dos tribunais, oferecendo-lhes melhor base para questões relevantes e de grande impacto.

## Atuação
É importante destacar que o amicus curiae é amigo da corte e não das partes. Seu desenvolvimento teve início na Inglaterra pela English Common Law, e na atualidade é frequentemente utilizado nos Estados Unidos. A função histórica do amicus curiae é chamar a atenção da corte para fatos ou circunstâncias que poderiam não ser notados. O amigo da corte se faz necessário em casos atípicos, levando informações relevantes à discussão do caso, ampliando a visão da corte de modo a beneficiar todos os envolvidos, pois pode tornar a decisão mais justa.
Sua atuação traz à Corte uma grande variedade de informações adicionais contendo experiências, fatos, citações, artigos jurídicos, e com efeito, levam ao tribunal uma base antes que a decisão seja tomada. Seu papel no ordenamento é exercer com seu acervo de informações o controle de constitucionalidade, agindo proporcionalmente ao ato normativo ou lei, visando eficiência e segurança a este controle com maior democraticidade.

## Relevância
Por todo o exposto, constata-se a relevância do amicus curiae ensejando a possibilidade de o tribunal decidir as causas com pleno conhecimento de todas as implicações e repercussões sociais. A fortiori, o exercício do amicus curiae é o exercício próprio de cidadania na busca da segurança jurídica, da preservação dos princípios e da ordem constitucional com base no aperfeiçoamento do processo.